# IEEE 1073
IEEE 1073, MIB (z ang. medical information bus) – zbiór standardów związanych z wymianą informacji pomiędzy urządzeniami medycznymi. System zbudowany w oparciu o IEEE 1073 ma architekturę gwiazdową i jako warstwy fizycznej używa interfejsu EIA-485 (z użyciem skrętki i 6-pinowych wtyczek RJ-12), EIA-232, 10BASE-T lub IrDA.
Standard dokonuje podziału na urządzenia DCC (Device Communication Controller, czyli sterownik komunikacji urządzenia) i BCC (Bed-side Communication Controller, czyli sterownik komunikacji komputera intensywnego nadzoru pacjenta). MIB przewiduje również możliwość zasilania urządzeń poprzez magistralę – tryby Zero-power (urządzenie nie obsługuje dostarczania zasilania), Low-power (urządzenie dostarcza zasilania na podobnym poziomie, jak zasilane pobierane z linii RTS i DTR magistrali EIA-232), High-power (urządzenie dostarcza zasilania +5 V przy prądzie 100 mA).